# Salacia tetracythara
Salacia tetracythara is een hydroïdpoliep uit de familie Sertulariidae. De poliep komt uit het geslacht Salacia. Salacia tetracythara werd in 1816 voor het eerst wetenschappelijk beschreven door Lamouroux. 